# Dendrobium macranthum
Dendrobium macranthum är en orkidéart som beskrevs av Achille Richard. Dendrobium macranthum ingår i släktet Dendrobium, och familjen orkidéer. Inga underarter finns listade i Catalogue of Life.